# ムーンクラフト・紫電
ムーンクラフト・紫電（しでん）は、レーシングカーコンストラクターのムーンクラフトが、公道での究極のパフォーマンスを目指し開発した2ドアスポーツカー。ただし、現時点で市販には至っておらず、2006年から2012年までプロモーションと開発をかねてSUPER GTのGT300クラスに参戦していた。

## 概要
レーシングカーデザイナーの由良拓也が率いるムーンクラフトが企画開発したスポーツカー。名前の由来は、由良がカウルのデザインを行ない1977年に誕生した富士グランチャンピオンレース（富士GC）用マシン「紫電77」の再来とされたことによる。
安全性と運動性能とを高い次元で両立させるべく、車両のベースにはライリー・テクノロジーズ社のデイトナ・プロトタイプ（デイトナ24時間レース参戦を主目的としたプロトタイプレーシングカー）「ライリー MK XI」が流用されているが、パイプフレームの一部以外はオリジナルの設計となっている。車両の前後左右にはカーボン製の衝撃吸収構造体が設置されており、高い安全性が確保されている。エンジンも、ベース車両と同一の1UZ-FEが搭載されている。
ただし、プロトタイプレーシングカーをベースに設計されており、車両形状はかつてのグループCカーを髣髴とさせる空力処理が施され、限りなく純粋なレーシングカーに近い車である。同様な例としてASL・ガライヤ等（いずれもかつてSUPER GTのGT300クラスに参戦していた）があるが、これらは市販車の販売促進に捕らわれないプライベーターの選択肢として、空力などを考慮した自由な設計が現れている。

### レース活動
2006年からCars Tokai Dream28（当初名称はホンダベルノ東海ドリーム）よりSUPER GTのGT300クラスに参戦しており、ドライバーは高橋一穂と加藤寛規。参戦当初より高いパフォーマンスを発揮し、第8戦（オートポリス）で初優勝を果たしたものの、惜しくもドライバーズチャンピオンは逃した。（チャンピオンの山野哲也／井入宏之組とは、ポイントは同点で優勝回数も同じであったが、2位の回数で敗れた）
2007年も前年と同様 GT300に参戦し、第6戦（鈴鹿1000km）で優勝し、第8戦終了時点ではドライバーズ／チームズとも、ポイントランキング首位に立った。最終的にはドライバーズポイントでは大嶋和也／石浦宏明組にまたも同点で(優勝回数の差)逆転チャンピオンを許したものの、チームズチャンピオンを見事獲得した。

#### 戦績
| 年   | ドライバー                                  | Rd.1 | Rd.2 | Rd.3 | Rd.4 | Rd.5 | Rd.6 | Rd.7 | Rd.8 | Rd.9 | ポイント | ポイント | ランキング |
| 年   | ドライバー                                  | Rd.1 | Rd.2 | Rd.3 | Rd.4 | Rd.5 | Rd.6 | Rd.7 | Rd.8 | Rd.9 | 合計     | 有効     | ランキング |
| ---- | ------------------------------------------- | ---- | ---- | ---- | ---- | ---- | ---- | ---- | ---- | ---- | -------- | -------- | ---------- |
| 2006 | 高橋一穂 加藤寛規 吉本大樹(Rd.6)            | 6th  | 11th | 4th  | 4th  | 3rd  | 5th  | 21st | 1st  | 12th | 86       | 86       | 2nd        |
| 2007 | 高橋一穂 加藤寛規 吉本大樹(Rd.6)            | 2nd  | 2nd  | 5th  | 11th | 4th  | 1st  | 6th  | 10th | 3rd  | 96       | 89       | 2nd        |
| 2008 | 高橋一穂 加藤寛規 吉本大樹(Rd.6)            | 2nd  | 9th  | 3rd  | 5th  | 10th | Ret  | 2nd  | 3rd  | 11th | 69       | 68       | 4th        |
| 2009 | 高橋一穂(Rd.1) → 吉本大樹(Rd.2〜9) 加藤寛規 | 6th  | 7th  | 9th  | 1st  | 2nd  | 3rd  | 5th  | 16th | 16th | 63       | -        | 6th        |
| 2010 | 加藤寛規 濱口弘 高橋一穂（Rd.6）            | Ret  | 2nd  | 13th | Ret  | 1st  | 18th | C    | 2nd  |      | 50       | -        | 4th        |
| 2011 | 高橋一穂 加藤寛規                           | 7th  | Ret  | 10th | 13th | 6th  | 3rd  | 4th  | 8th  |      | 32       | -        | 10th       |
| 2012 | 高橋一穂 加藤寛規 濱口弘（Rd.5）            | 7th  | 2nd  | DNS  | Ret  | 15th | 13th | DNQ  | 16th |      | 25       |          | 11th       |

- 太字はポールポジション、斜字はファステストラップ。(key)

#### 引退
2013年のシーズンから、SUPER GT300クラスのレギュレーションが変更に伴い、紫電の参戦が不可能となることが決定したため、2012年シーズンをもって引退することが、由良のFacebookにて発表された。引退後は売却する方針であることが発表されており、レーシングチューンが施された1UZ-FEエンジン2基と、予備パーツ一式をセットで販売するとのことで、買取手を募集していたが、2017年現在はムーンクラフトで保管されている。